# Schizidium fissum
Schizidium fissum är en kräftdjursart som först beskrevs av Gustav Budde-Lund 1885.  Schizidium fissum ingår i släktet Schizidium och familjen klotgråsuggor. Inga underarter finns listade i Catalogue of Life.